# رودلف فيربا
رودلف فيربا (و. 1924 – 2006 م) هو عالم أدوية، وطبيب، وأستاذ جامعي من تشيكوسلوفاكيا، وكندا، ولد في توبولتشاني، توفي في فانكوفر، عن عمر يناهز 82 عاماً، بسبب سرطان.

## جوائز
حصل على جوائز منها:
- الصليب الأعظم لنيشان الصليب الأبيض المزدوج2007
- الدكتوراة الفخرية من جامعة حيفا1998